# Хришћанска теологија
Хришћанска теологија је теологија хришћанског веровања и хришћанске праксе. Таква студија се првенствено концентрише на текстове Старог и Новог завета, као и на хришћанску традицију. Хришћански теолози, у својим тезама, користе библијску егзегезу, рационалну анализу и аргументе. Теолози се могу бавити проучавањем хришћанске теологије из различитих разлога, а неки од њих су:
- помагање у бољем разумеју хришћанска начела;[2]
- прављење поређења између хришћанства и других традиција;[3]
- брањење хришћанство од приговора и критика;
- олакшавање реформи у хришћанској цркви;[4]
- помагању у ширењу хришћанства;[5]
- коришћење ресорса хришћанске традиције за решавање неке садашње ситуације или уочене потребе.[6]

Хришћанска теологија прожела је велики део западне културе, посебно у предмодерној Европи.